# بال ۷ اسرائیل
بال ۷ اسرائیل (انگلیسی: 7th Wing) یا بال هفتم هوایی شاخه ویژه نیروی هوایی اسرائیل است. این شاخه از سه واحد رزمی واحد ۶۶۹، واحد شلداگ و واحد ۵۷۰۰ تشکیل شده است. ستاد فرماندهی بال هفتم در پایگاه هوایی پالماخیم مستقر است.

## نقش‌ها
بال هفتم هوایی به دلیل نیاز عملیاتی برای مقابله با چالش اصلی نیروی هوایی مبنی برداشتن یک نیروی عملیاتی ویژه برای عملیات تعیین شده تأسیس شد. این شاخه از طریق عملیات ویژه در حالت عادی و اضطراری، یک جزء مکمل برای فعالیت‌های نیروی هوایی است. ماموریت‌های اصلی این گروه عبارتند از:
- شناسایی ویژه
- کنترل هوایی تاکتیکی
- ایجاد منطقه حمله فرودگاهی
- جستجو و نجات رزمی
- عملیات باندهای هوایی و فرودگاه‌های مقدم

## واحدها
این گروه در حال حاضر دارای سه واحد عملیاتی در سه پایگاه مختلف دارد:
- واحد ۶۶۹ - واحد جستجو و نجات رزمی (در پایگاه هوایی تل نوف و پایگاه هوایی پالماخیم)
- واحد شلداگ - واحد کماندوی هوایی (در پایگاه هوایی پالماخیم)
- واحد ۵۷۰۰ - واحد تاکتیکی میدان هوایی مقدم (در پایگاه هوایی نواتیم)

## تاریخچه

### تأسیس
تا زمان تأسیس بال هفتم هوایی، واحدهای این گروه تابع پایگاه‌های مختلف نیروی هوایی اسرائیل بودند و هدایت حرفه‌ای برعهده فرماندهی نیروهای ویژه هوایی بود. با تأسیس این شاخه نظامی در ژوئیه ۲۰۲۰، فرماندهی نیروهای ویژه هوایی که در ستاد نیروی هوایی فعالیت می‌کرد، لغو شد و یک شاخه نیروی هوایی در بخش حمله و یک بخش آموزشی نیروی هوایی در یک شاخه آموزشی یکپارچه در ستاد سپاه تأسیس شد.

### حمله غافلگیرانه ۷ اکتبر
به دنبال حمله ۷ اکتبر به رهبری حماس به اسرائیل در سال ۲۰۲۳، واحد شلداگ برای مبارزه با شبه‌نظامیان حماس در جوامعی که به آنها نفوذ کرده بودند، مستقر شد. نیروهای این واحد توسط هلیکوپتر به پشت واحدهای تروریستی منتقل شدند و در نبرد اردوگاه ریم، کشتار بئری، نبرد کیبوتص آلومیم، نبرد هولیت و کشتار کفار عزه جنگیدند. در طول این نبردها، پنج نفر از جنگجویان واحد شلداگ کشته شدند. به‌طور مشابه، واحد ۶۶۹ اولین واحدی بود که به مراکز جنگی رسید و صدها زخمی را با همکاری عملیاتی با حلقه واحدهای نخبه در ارتش اسرائیل، به ویژه واحد تحرک، تخلیه کرد.

### تهاجم به نوار غزه
واحد شلداگ به همراه جنگجویان یاهالوم از سپاه مهندسی رزمی و واحد اوکتز در حمله به بیمارستان شفا و کشف شبکه تونل‌های حماس در زیر آن شرکت کرد.
در ۲۰ دسامبر ۲۰۲۳، واحد شلداگ به همراه سایرت متکل، شایتت ۱۳، تیپ ۴۰۱ ایکفوت هابارزل و واحد اوکتز، تصرف «محله مقامات ارشد» حماس در میدان فلسطین در محله ریمال در مرکز شهر غزه را تکمیل کردند. این محله به عنوان مرکز اصلی دولتی و امنیتی حماس عمل می‌کرد. این مجموعه شامل یک شبکه تونلی گسترده است که دفاتر مقامات ارشد، خانه‌های امن، دفاتر و اقامتگاه‌های شاخه نظامی و رهبری نظامی حماس در نوار غزه را به هم متصل می‌کرد. در ماه فوریه، واحد ۶۶۹ به همراه سایر نیروهای ویژه، نقش مهمی در عملیات دست طلایی برای آزادسازی دو گروگان، فرناندو سیمون مرمن و لوئیس هار، که در رفح نگهداری می‌شدند، ایفا کرد. این نیرو و ربوده‌شدگان از صحنه عملیات توسط واحد ۶۶۹ به هلیکوپتر تخلیه منتقل شدند که ربوده‌شدگان را به مرکز درمانی شیبا منتقل کرد.